# Barouf à Chioggia
Barouf à Chioggia (Le baruffe chiozzotte) est une pièce de théâtre en 3 actes de Carlo Goldoni écrite en 1762 et jouée la même année à Venise.
L'action se déroule à Chioggia.

## Intrigue
Chioggia est une ville portuaire située non loin de Venise.  C'est là que vivent Toni et Fortunato, deux pêcheurs dont les familles sont proches.  Orsetta, belle-soeur de Fortunato, est promise à Beppe, frère de Toni, alors que Lucietta, sœur de Toni est promise à Tita-Nane, un pêcheur de Chioggia. 
Mais voilà que Checcha, autre belle-soeur de Fortunato, surprend Lucietta, en train d'échanger quelques plaisanteries avec Toffolo le batelier.  Du coup, Tita-Nane veut rompre les liens avec Lucietta en plus de faire un mauvais parti à Toffolo.  De plus, Beppe se met à bouder Orsetta parce que sa famille a insulté Lucietta.
La mésentente s'installe et le ton monte.  Le substitut du procureur aura fort à faire pour calmer le jeu et réconcilier tout ce beau monde.  

## Personnages
- Titta Nane
- Lucietta
- Patron Toni
- Beppo
- Donna Libera
- Donna Orsetta
- Donna Checca
- Patron Fortunato
- L'huissier
- Le Substitut
- Donna Pasqua
- Patron Vicenzo
- Toffolo Zavatta